# Renata Lucas
Renata Lucas (Ribeirão Preto, 1971) é uma artista plástica brasileira.

## Formação
Fez graduação e mestrado na Universidade de Campinas e doutorado na Universidade de São Paulo. Em 2001, em parceria com um grupo de artistas, abriu a galeria "10,20 x 3,60" onde realizou sua primeira exposição individual. Mora e trabalha em São Paulo.  

## Principais Exposições
Seu trabalho foi exibido na Tate Modern em Londres em 2007. Participou da Bienal de Arte de São Paulo em 2006. Em 2008 realizou exposição no Instituto de Arte Contemporânea de Boston e participou da Bienal de Sydney em 2008. Foi uma das artistas participantes da Bienal de Veneza em 2009.

## Premiações
Em 2009, recebeu o prêmio de arte da Fundação Ernst Schering em cooperação com o Instituto Kunst-Werke de Arte Contemporânea.  Também em 2009, recebeu Prêmio da Fundação Dena para Arte Contemporânea. Renata recebeu o Prêmio PIPA em 2010. Em 2011, fez uma residência na Galeria Gasworks em Londres. 

## Acervos que possuem suas obras
Suas obras integram as coleções do Museu de Arte de Ribeirão Preto, do Museu de Arte Contemporânea do Paraná, Museu de Arte Moderna Aloísio Magalhães, Museu de Arte Moderna do Rio de Janeiro, Museu de Arte Contemporânea de Barcelona, Coleção Zabludowicz e Fundação Botín.